# Pierre Trépanier
Pour les articles homonymes, voir Trépanier.
Pierre Trépanier (né en 1949) est un historien et un professeur québécois. Il est un spécialiste de la pensée politique et philosophique de Lionel Groulx.
Il s'intéresse à l'histoire intellectuelle du Québec et à l'histoire de la droite et de l'extrême droite dans la province. Il enseignait à l'Université de Montréal.

## Distinctions
- 1988 - Membre de la Société des Dix
- 2003 - Prix Gabrielle-Roy, correspondances de Groulx avec Gisèle Huot et Juliette Lalonde-Rémillard

## Ouvrages publiés
- Siméon Le Sage. Un haut fonctionnaire québécois face aux défis de son temps, 1979
- Lionel Groulx, Correspondance, 1894-1967, vol. 1, Le prêtre-éducateur (1894-1906), 1989
- Lionel Groulx, Correspondance, 1894-1967, vol. 2, Un étudiant à l’école de l’Europe (1906-1909), 1993
- Lionel Groulx, Correspondance, 1894-1967, vol. 3, L’intellectuel et l’historien novices (1909-1915), 2003

## Revues et journaux
- L'Action nationale
- Les Cahiers des Dix
- Les Cahiers d'histoire du Québec au XXe siècle
- Le Devoir
- Presses de l'Université Laval
- Recherches sociographiques
- Revue d'histoire du Gâtinais
- Revue canadienne de science politique